# Follow the Reaper
Follow the Reaper è il terzo album in studio del gruppo musicale finlandese Children of Bodom, pubblicato il 30 ottobre 2000 dalla Spinefarm Records in Europa. L'album è stato ripubblicato internazionalmente nel 2001 dalla Nuclear Blast.
Il titolo tradotto in italiano significa "segui il mietitore".

## Descrizione
Al loro terzo lavoro i Children of Bodom confermano le grandi aspettative lanciate da Something Wild e confermate da Hatebreeder: l'album è fortemente influenzato da sonorità power metal, con un notevole incremento dell'uso delle tastiere rispetto ai precedenti due album.
I samples usati nelle tracce Follow the Reaper e Taste of My Scythe sono tratti dal film L'esorcista III, mentre il bridge della traccia Bodom After Midnight è stato ispirato dalla colonna sonora del film The Rock.

## Tracce
Testi e musiche di Alexi Laiho, eccetto dove indicato.
1. Follow the Reaper – 3:47
2. Bodom After Midnight – 3:43
3. Children of Decadence – 5:34
4. Everytime I Die – 4:02
5. Mask of Sanity – 3:58
6. Taste of My Scythe – 3:58
7. Hate Me! – 4:44
8. Northern Comfort – 3:47
9. Kissing the Shadows – 4:39

Traccia bonus della riedizione (2001)
1. Don't Stop at the Top (Scorpions cover) – 3:24 (testo: Klaus Meine, Herman Rarebell – musica: Rudolf Schenker)

Tracce bonus dell'edizione giapponese (2001)
1. Shot in the Dark (Ozzy Osbourne cover) – 3:24 (Ozzy Osbourne, Phil Soussan)
2. Hellion (W.A.S.P. cover) – 3:00 (Blackie Lawless)

Tracce bonus dell'edizione deluxe (2001)
1. Hellion (W.A.S.P. cover) – 3:00 (Blackie Lawless)
2. Aces High (Iron Maiden cover) – 4:30 (Steve Harris)

Tracce bonus della riedizione (2016)
1. Hate Me! (original single version) – 4:47
2. Hellion (W.A.S.P. cover) – 3:00 (Blackie Lawless)

## Formazione
- Alexi Laiho – voce, chitarra solista
- Alexander Kuoppala – chitarra ritmica
- Jaska W. Raatikainen – batteria
- Hennka T. Blacksmith – basso
- Janne Wirman – tastiera